# Charles Joseph Geelhand della Faille
 (juillet 2024).
Charles Joseph Geelhand-della Faille, né à Anvers le 3 juin 1772 et mort à Anvers le 10 octobre 1842, est un magistrat et homme politique.

## Biographie
Charles Joseph Geelhand est le fils de Johan Baptiste Joseph Geelhand (1739-1815) et de Marie Hélène Joséphine de Neuf (1745-1816).

## Mandats et fonctions
- Vice-président du tribunal de première instance d'Anvers
- Membre de la Seconde Chambre des États généraux : 1819-1830